# Природний парк Земля Штехлін-Рупінер
53°06′13″ пн. ш. 13°03′00″ сх. д. / 53.1037° пн. ш. 13.0501° сх. д.
Природний парк Земля Штехлін-Рупінер — природний парк і заповідник у землі Бранденбург, Німеччина. Парк займає площу 1080 км2 (420 квадратних миль). Він був заснований 1 липня 2001 року. Парк включає в себе озеро Штехлін, де проживає ендемічний Coregonus fontanae.

## Загальний опис
Природний парк Штехлін-Руппінер — це велика охоронна територія на півночі землі Бранденбург. Природний парк був названий на честь Великого Штеклінзе та історичного ландшафту землі Руппінер. Він включає район озера Рейнсберг і Руппін Швейцарія.
Територія навколо Штехлінзее має статус природного заповідника з 1938 року на площі 1774 га. Штехлінський природний заповідник охороняється згідно з постановою від 15 листопада 2002 року загальною площею 8760 га. Природний парк заснований у 2001 році й відтоді став 15-ю великою охоронюваною територією в землі Бранденбург. Відповідно до Бранденбурзького закону про охорону природи, природні парки складаються переважно з природних заповідників і охоронних ландшафтів. У природному парку Земля Штехлін-Рупінер більш як половина природних прозорих озер у Бранденбурзі, а також є деякі особливості, такі як поява дистрофічних болотистих озер, різноманітних болотистих територій і лісів, особливо букових лісів. Площа природного парку становить близько 62 % лісів, близько 17 % — полів % пасовища і приблизно 5 % займає інфраструктура та житловий простір. 16 червня 2021 року загальна площа була збільшена на 26 % до 860 км².

## Інтернет-ресурси
- Naturpark Stechlin-Ruppiner Land, Landesamt für Umwelt Brandenburg
- Steckbrief Stechlinsee-Gebiet (PDF). NABU-Stiftung Nationales Naturerbe
- NaturParkHaus Stechlin (Besucherzentrum des Naturparks)